# Monoporus
Monoporus é um género botânico pertencente à família Myrsinaceae.
1. ↑  «Monoporus — World Flora Online». www.worldfloraonline.org. Consultado em 19 de agosto de 2020